# Hastighetsmätare

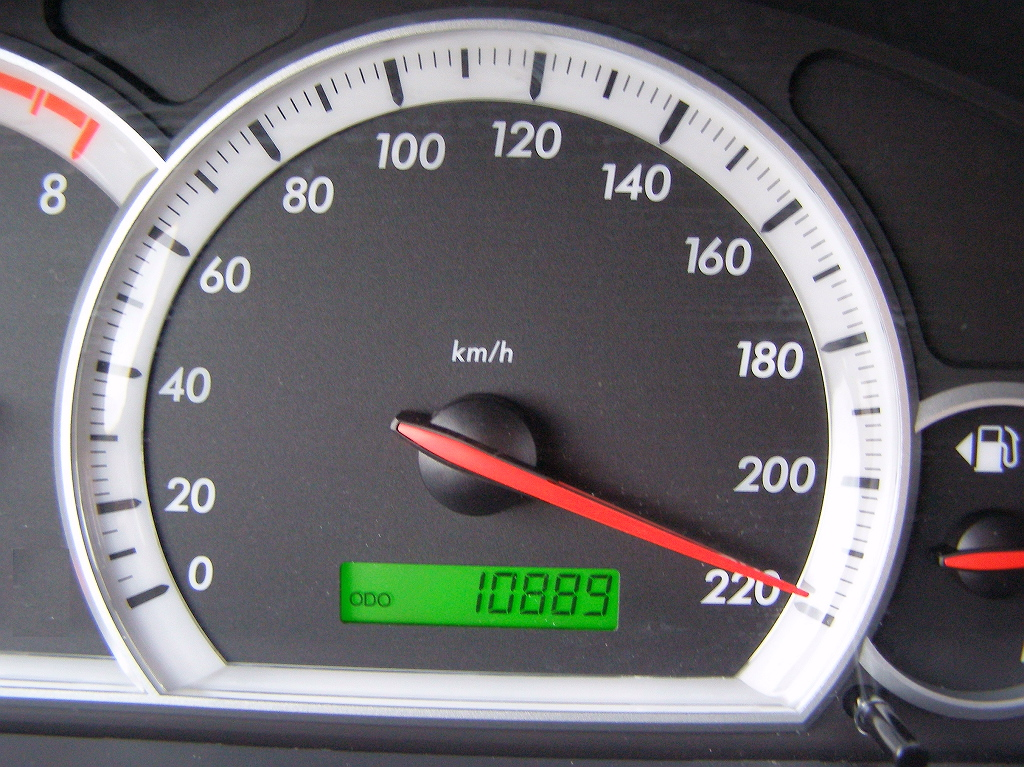
Hastighetsmätare från en bil. Hastighetsmätarens skala är graderad i kilometer per timme.

Hastighetsmätare, instrument som visar ett fordons aktuella hastighet (egentligen fart).
Hastighetsmätaren uppfanns av Josip Belušić 1888.
Från och med den 1 juli 1955 måste bilar i Sverige vara utrustade med hastighetsmätare.
Det finns i princip två typer av hastighetsmätare: mekaniska och elektroniska. Mekaniska hastighetsmätare har en permanentmagnet som roterar med en koppling till exempelvis växellådan eller en hjulaxel. Intill magneten finns en fjäderbelastad klocka eller platta av aluminium, upphängd så att den kan vrida sig och påverka en visare. När magneten roterar kommer virvelströmmar att induceras i aluminiumklockan, och denna kommer att vrida sig i proportion till rotationshastigheten hos magneten. Räkneverk för körsträcka drivs av en utväxling.

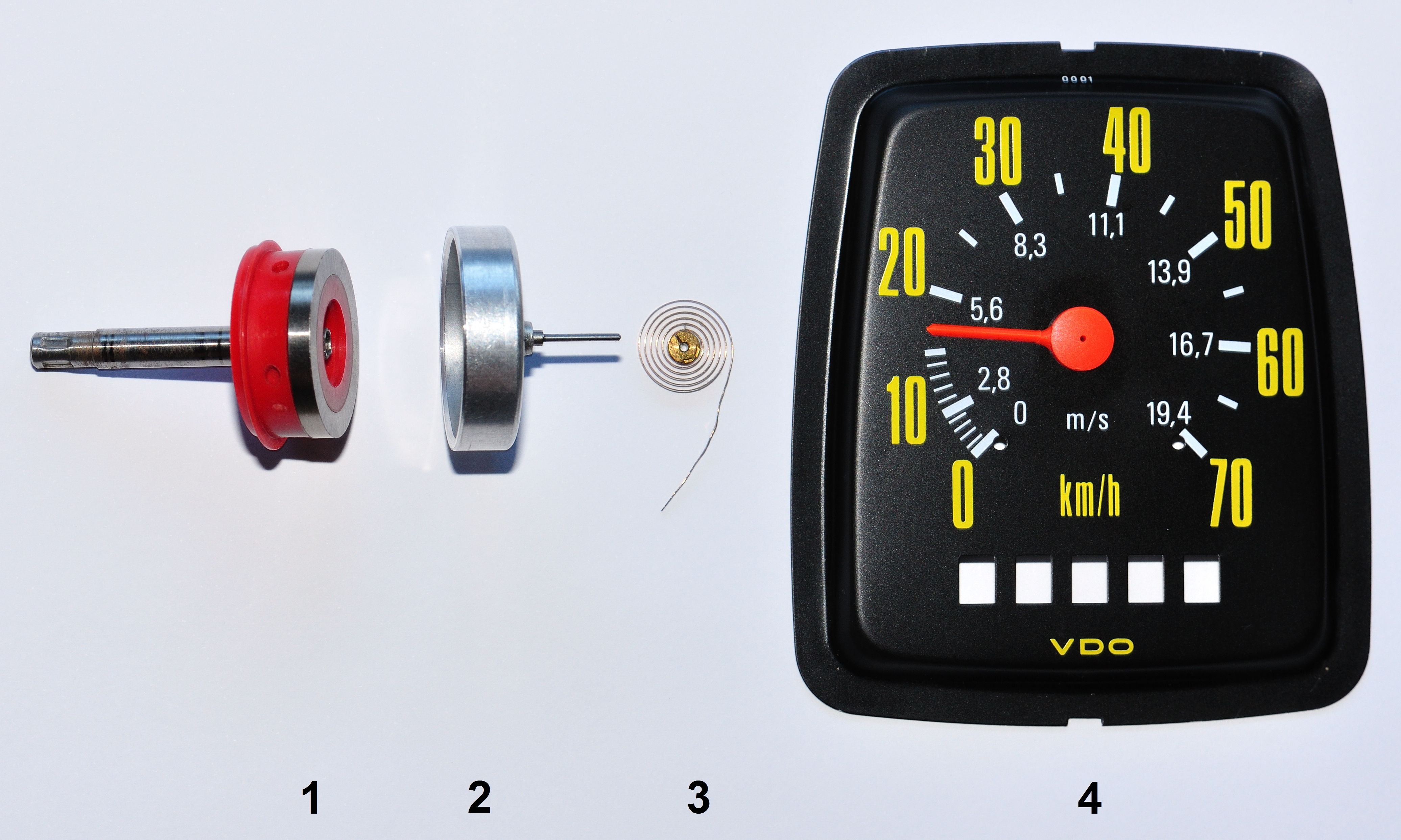
Mekanisk hastighetsmätare för cykel.
1. Roterande magnet.
2. Klocka av aluminium
3. Fjäder.

För elektroniska hastighetsmätare krävs någon form av pulsgivare, monterad exempelvis på växellådans utgående axel. Hastighetsmätaren räknar antalet pulser under korta tidsintervall. Antalet är proportionellt mot fordonets fart. Analoga mätare har ett elektroniskt styrt vridspoleinstrument och en liten elektrisk motor driver mekaniska räkneverk för körsträcka. Visningen kan också vara digital.
Enligt svensk lag måste bilars hastighetsmätare vara graderade i km/h. Om farten även visas i mph, måste km/h-skalan vara den dominerande.